# Préhenseur

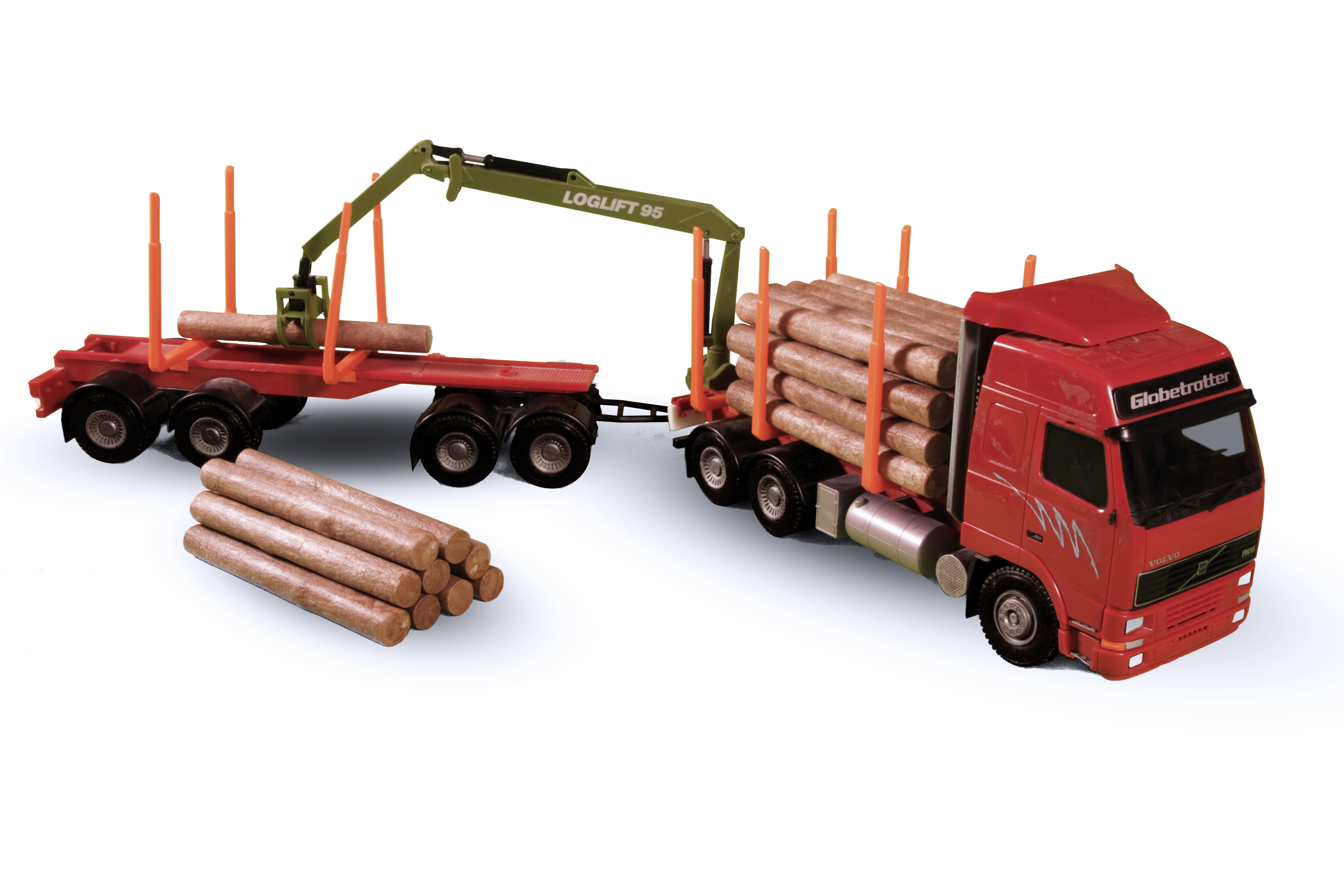
Camion avec préhenseur

Un préhenseur est un élément capable de saisir, d'agripper un objet, une proie, un support, ou toute autre chose entre ses doigts (dits préhensiles). Le terme est généralement utilisé en robotique.

## Description
La main humaine est un exemple de préhenseur. Les robots manufacturiers utilisent beaucoup de types de préhenseurs, le plus souvent des pinces, mais aussi des mécanismes à ventouses ou magnétiques. Le préhenseur peut lui-même tenir un outil (robots soudeurs par exemple).
Aujourd'hui la recherche en robotique s'oriente vers de véritables mains artificielles, composées de nombreux capteurs et actionneurs. En effet les bras robotiques et la vision industrielle (les yeux des robots) atteignent une certaine maturité, qui leur permet de répondre à la plupart des applications quant à la rapidité, la précision et la simplicité de mise en œuvre. Par contre l'élément manquant dans la chaîne pour avoir une vraie flexibilité reste bien le préhenseur (la main du robot). Le préhenseur idéal sera en effet sûrement une main simplifiée (trois doigts ?) permettant de saisir différentes pièces dans différentes orientations.